# John Bird
John A.W. Bird (ur. 6 lutego 1926 w Wolverhampton, zm. 18 listopada 1997) – brytyjski polityk, poseł do Parlamentu Europejskiego II i III kadencji.

## Życiorys
Po ukończeniu szkoły średniej kształcił się w zawodzie inżyniera. Odbył służbę wojskową w piechocie, pracował zawodowo jako konsultant, był wykładowcą na Polytechnic Wolverhampton i publicystą prasy lokalnej. Zaangażował się w działalność polityczną w ramach Partii Pracy. Był przewodniczącym lokalnej struktury partyjnej i sekretarzem tamtejszego posła do Izby Gmin.
W 1987 objął wakujący mandat deputowanego do PE. W 1989 z powodzeniem ubiegał się o reelekcję, zasiadając w Europarlamencie do 1994 i należąc do frakcji socjalistycznej.